# باتريسيو أرواخو
باتريسيو أرواخو (بالإسبانية: Patricio Araujo)‏ (30 يناير 1988 بولاية كوليما في المكسيك - ) هو لاعب كرة قدم مكسيكي في مركز الدفاع. شارك مع منتخب المكسيك تحت 17 سنة لكرة القدم ومنتخب المكسيك تحت 20 سنة لكرة القدم ومنتخب المكسيك لكرة القدم. أما مع النوادي، فقد لعب مع نادي بويبلا ونادي غوادالاخارا.

## مسيرته الكروية
لعب باتريسيو أرواخو خلال مسيرته الاحترافية مع 3 أندية في أربعة عشر موسمًا وسجل خلالها 7 أهداف ضمن 321 مباراة. ولم يفز بأي موسم بالكأس وفاز في موسم واحد بالدوري.
خاض باتريسيو أرواخو مسيرته مع نادي غوادالاخارا في موسم 2005–06 ليلعب معه عشرة مواسم، مشاركًا في 249 مباراة سجل خلالها 5 أهداف. ثم انتقل إلى نادي بويبلا في موسم 2015–16 واستمر معه طيلة ثلاثة مواسم، حيث شارك في 67 مباراة سجل خلالها هدفين. لينتقل بعدها إلى نادي سيلايا في موسم 2019–20 لمدة موسم واحد، مشاركًا في 5 مباريات ولم يسجل أي هدف.

## وصلات خارجية
- باتريسيو أرواخو على موقع الاتحاد الدولي (مؤرشف)  (الإنجليزية)
- باتريسيو أرواخو على موقع قاعدة بيانات كرة القدم.إي يو (الإنجليزية)
- باتريسيو أرواخو على موقع ناشيونال فوتبول تيمز (الإنجليزية)
- باتريسيو أرواخو على موقع Soccerway.com (الإنجليزية)
- باتريسيو أرواخو على موقع AS.com (الإسبانية)